# Clarence Kparghai
Clarence Kparghai (Monrovia, 13 maggio 1985) è un ex hockeista su ghiaccio svizzero.

## Statistiche
Statistiche aggiornate a luglio 2013.

### Club
| Stagione | Squadra    | Stagione regolare | Stagione regolare | Stagione regolare | Stagione regolare | Stagione regolare | Stagione regolare | Playoff | Playoff | Playoff | Playoff | Playoff |
| Stagione | Squadra    | Lega              | P                 | G                 | A                 | Pt                | PIM               | P       | G       | A       | Pt      | PIM     |
| -------- | ---------- | ----------------- | ----------------- | ----------------- | ----------------- | ----------------- | ----------------- | ------- | ------- | ------- | ------- | ------- |
| 2001-02  | Bern U20   | Elite Jr. A       | 9                 | 0                 | 0                 | 0                 | 0                 | 6       | 0       | 2       | 2       | 8       |
| 2002-03  | Bern U20   | Elite Jr. A       | 36                | 4                 | 4                 | 8                 | 18                |         |         |         |         |         |
| 2003-04  | Bern U20   | Elite Jr. A       | 34                | 5                 | 9                 | 14                | 30                |         |         |         |         |         |
| 2004-05  | Langenthal | NLB               | 24                | 0                 | 1                 | 1                 | 2                 |         |         |         |         |         |
| 2005-06  | Davos      | NLA               | 24                | 0                 | 0                 | 0                 | 8                 | -       | -       | -       | -       | -       |
|          | Chur       | NLB               | 18                | 2                 | 4                 | 6                 | 32                | 5       | 0       | 1       | 1       | 8       |
| 2006-07  | Davos      | NLA               | 2                 | 0                 | 0                 | 0                 | 2                 | -       | -       | -       | -       | -       |
|          | Thurgau    | NLB               | 30                | 3                 | 11                | 14                | 32                | -       | -       | -       | -       | -       |
|          | Biel       | NLB               | 2                 | 0                 | 1                 | 1                 | 0                 | 16      | 0       | 1       | 1       | 12      |
| 2007-08  | Olten      | NLB               | 39                | 9                 | 9                 | 18                | 42                | -       | -       | -       | -       | -       |
|          | Biel       | NLB               | -                 | -                 | -                 | -                 | -                 | 5       | 0       | 0       | 0       | 4       |
| 2008-09  | Biel       | NLA               | 50                | 0                 | 1                 | 1                 | 28                | 20      | 0       | 0       | 0       | 24      |
| 2009-10  | Biel       | NLA               | 41                | 0                 | 3                 | 3                 | 14                | -       | -       | -       | -       | -       |
|          |            | Playout           | 17                | 0                 | 0                 | 0                 | 8                 | -       | -       | -       | -       | -       |
| 2010-11  | Biel       | NLA               | 43                | 1                 | 6                 | 7                 | 26                | -       | -       | -       | -       | -       |
|          |            | Playout           | 6                 | 1                 | 0                 | 1                 | 2                 | -       | -       | -       | -       | -       |
| 2011-12  | Biel       | NLA               | 49                | 7                 | 6                 | 13                | 22                | 3       | 0       | 0       | 0       | 6       |
| 2012-13  | Biel       | NLA               | 37                | 0                 | 6                 | 6                 | 16                | 1       | 0       | 0       | 0       | 0       |
| 2013-14  | Lugano     | NLA               | 0                 | 0                 | 0                 | 0                 | 0                 |         |         |         |         |         |

#### Nazionale
| Stagione | Livello           | Risultati     | Risultati | Risultati | Risultati | Risultati | Risultati |
| Stagione | Livello           | Competizione  | P         | G         | A         | Pt        | PIM       |
| -------- | ----------------- | ------------- | --------- | --------- | --------- | --------- | --------- |
| 2004-05  | Switzerland U20   | WJC-20        | 6         | 0         | 1         | 1         | 10        |
| 2012-13  | Switzerland (all) | International | 3         | 0         | 0         | 0         | 4         |